# (2389) Дибай
(2389) Дибай (лат. Dibaj) — типичный астероид главного пояса, открыт 19 августа 1977 года советским астрономом Николаем Черных в Крымской астрофизической обсерватории и 17 февраля 1984 года назван в честь советского астронома Эрнста Дибая.

## Обнаружение и именование
(2389) Дибай
Открыт 19 августа 1977 года в Научном Н. С. Черных.
Назван в память об астрофизике Эрнесте (Эрнсте) Апушевиче Дибае (1931—1983), известном своими исследованиями межзвёздной среды, переменных звёзд и внегалактических систем. Будучи профессором Московского университета, возглавлял Крымскую станцию Астрономического института имени Штернберга с 1962 по 1977 год.
Оригинальный текст (англ.)2389 Dibaj
Discovered 1977-Aug-19 by Chernykh, N. at Nauchnyj.
Named in memory of Ernest Apushevich Dibaj (1931—1983), an astrophysicist known for his research on the interstellar medium, variable stars and extragalactic systems. A professor at Moscow University, he was head of the Crimean Station of the Sternberg Astronomical Institute from 1962 to 1977.
Источники: DISCOVERY.DB; M.P.C. 8541.

## Орбита

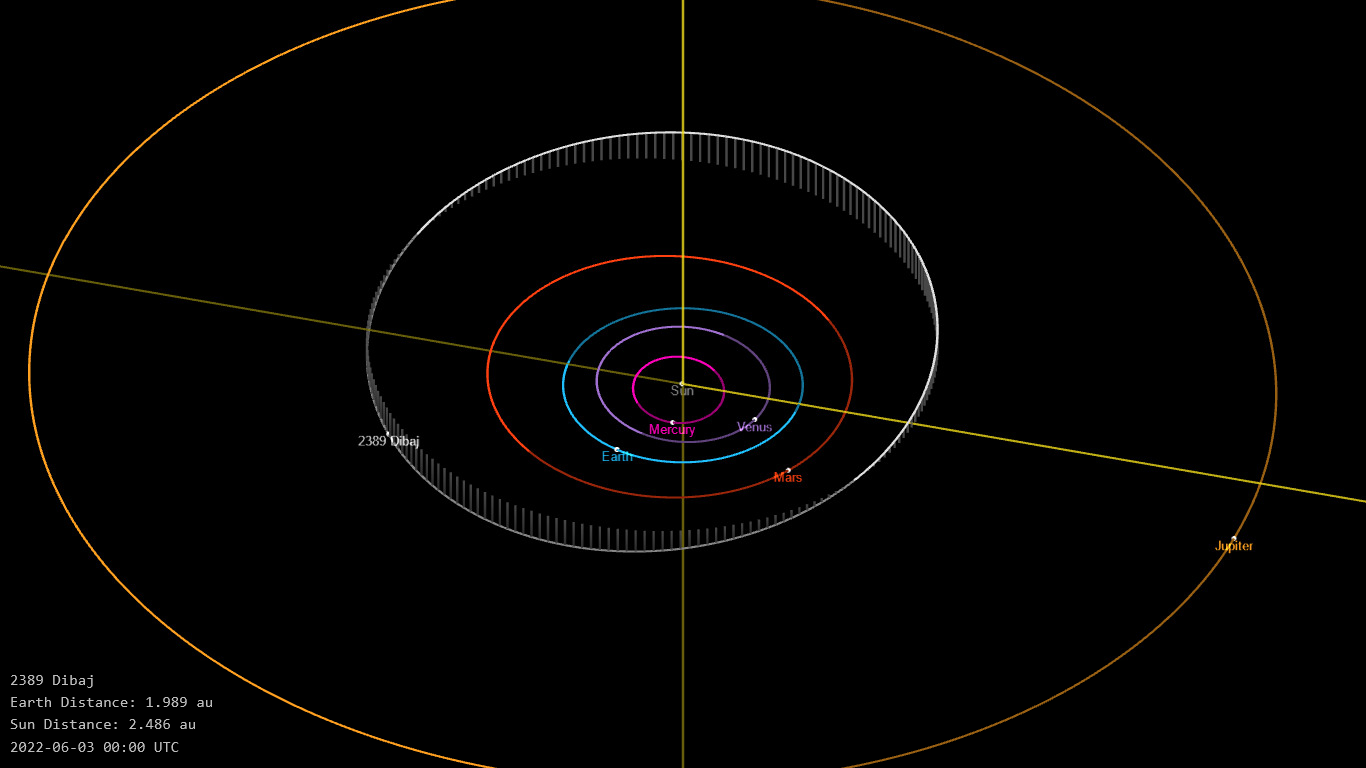
Орбита астероида Дибай и его положение в Солнечной системе

## Физические характеристики
Астероид относится к таксономическому классу S.
По результатам наблюдений в видимом и ближнем инфракрасном диапазоне космического телескопа NEOWISE диаметр астероида оценивался равным 5,820±0,236 км и 5,57±0,95 км. Согласно тем же источникам альбедо оценивается как 0,4337±0,1038, 0,21±0,07 и 0,434±0,104.